# Mistrzostwa Europy w Lekkoatletyce 1950
IV Mistrzostwa Europy w Lekkoatletyce rozgrywane były w dniach 23–27 sierpnia 1950 w Brukseli.

## Klasyfikacja medalowa
| Lp. | Konkurencja     | Złoto | Srebro | Brąz | Razem |
| --- | --------------- | ----- | ------ | ---- | ----- |
| 1.  | Wielka Brytania | 8     | 3      | 6    | 17    |
| 2.  | ZSRR            | 6     | 5      | 6    | 17    |
| 3.  | Francja         | 4     | 8      | 4    | 16    |
| 4.  | Holandia        | 4     | 3      | 1    | 8     |
| 5.  | Włochy          | 3     | 5      | 1    | 9     |
| 6.  | Czechosłowacja  | 3     | –      | 3    | 6     |
| 7.  | Islandia        | 2     | 1      | –    | 3     |
| 8.  | Szwecja         | 1     | 4      | 7    | 12    |
| 9.  | Finlandia       | 1     | 3      | 4    | 8     |
| 10. | Norwegia        | 1     | –      | –    | 1     |
| 10. | Szwajcaria      | 1     | –      | –    | 1     |
| 12. | Austria         | –     | 1      | –    | 1     |
| 12. | Jugosławia      | –     | 1      | –    | 1     |
| 14. | Belgia          | –     | –      | 1    | 1     |
| 14. | Turcja          | –     | –      | 1    | 1     |

## Wyniki

### Mężczyźni

#### Konkurencje biegowe
| konkurencja                               | złoto                                                                       | złoto      | srebro                                                                        | srebro  | brąz                                                                            | brąz    |
| ----------------------------------------- | --------------------------------------------------------------------------- | ---------- | ----------------------------------------------------------------------------- | ------- | ------------------------------------------------------------------------------- | ------- |
| Bieg na 100 m (szczegóły)                 | Étienne Bally · Francja                                                     | 10,7       | Franco Leccese · Włochy                                                       | 10,7    | Władimir Suchariew · ZSRR                                                       | 10,7    |
| Bieg na 200 m (szczegóły)                 | Brian Shenton · Wielka Brytania                                             | 21,5       | Étienne Bally · Francja                                                       | 21,8    | Jan Lammers · Holandia                                                          | 22,5    |
| Bieg na 400 m (szczegóły)                 | Derek Pugh · Wielka Brytania                                                | 47,3 CR    | Jacques Lunis · Francja                                                       | 47,6    | Lars-Erik Wolfbrandt · Szwecja                                                  | 47,9    |
| Bieg na 800 m (szczegóły)                 | John Parlett · Wielka Brytania                                              | 1:50,5 CR  | Marcel Hansenne · Francja                                                     | 1:50,7  | Roger Bannister · Wielka Brytania                                               | 1:50,7  |
| Bieg na 1500 m (szczegóły)                | Wim Slijkhuis · Holandia                                                    | 3:47,2 CR  | Patrick El Mabrouk · Francja                                                  | 3:47,8  | Bill Nankeville · Wielka Brytania                                               | 3:48,0  |
| Bieg na 5000 m (szczegóły)                | Emil Zátopek · Czechosłowacja                                               | 14:03,0 CR | Alain Mimoun · Francja                                                        | 14:26,0 | Gaston Reiff · Belgia                                                           | 14:26,2 |
| Bieg na 10 000 m (szczegóły)              | Emil Zátopek · Czechosłowacja                                               | 29:12,0 CR | Alain Mimoun · Francja                                                        | 30:21,0 | Väinö Koskela · Finlandia                                                       | 30:30,8 |
| Maraton (szczegóły)                       | Jack Holden · Wielka Brytania                                               | 2:32:13    | Veikko Karvonen · Finlandia                                                   | 2:32:45 | Fieodosij Wanin · ZSRR                                                          | 2:33:47 |
| Bieg na 110 m przez płotki (szczegóły)    | André-Jacques Marie · Francja                                               | 14,6       | Ragnar Lundberg · Szwecja                                                     | 14,7    | Peter Hildreth · Wielka Brytania                                                | 15,0    |
| Bieg na 400 m przez płotki (szczegóły)    | Armando Filiput · Włochy                                                    | 51,9 CR    | Jurij Litujew · ZSRR                                                          | 52,4    | Harry Whittle · Wielka Brytania                                                 | 52,7    |
| Bieg na 3000 m z przeszkodami (szczegóły) | Jindřich Roudný · Czechosłowacja                                            | 9:05,4     | Petar Šegedin · Jugosławia                                                    | 9:07,8  | Erik Blomster · Finlandia                                                       | 9:08,8  |
| Sztafeta 4 × 100 m (szczegóły)            | ZSRR · Władimir Suchariew · Lew Kalajew · Lewan Sanadze · Nikołaj Karakułow | 41,5       | Francja · Étienne Bally · Jacques Perlot · Yves Camus · Jean-Pierre Guillon   | 41,8    | Szwecja · Göte Kjellberg · Leif Christersson · Stig Danielsson · Hans Rydén     | 41,9    |
| Sztafeta 4 × 400 m (szczegóły)            | Wielka Brytania · Martin Pike · Leslie Lewis · Angus Scott · Derek Pugh     | 3:10,2 CR  | Włochy · Baldassare Porto · Armando Filiput · Luigi Paterlini · Antonio Siddi | 3:11,0  | Szwecja · Gösta Brännström · Tage Ekfeldt · Rune Larsson · Lars-Erik Wolfbrandt | 3:11,6  |
| Chód na 10 000 m (szczegóły)              | Fritz Schwab · Szwajcaria                                                   | 46:01,8    | Émile Maggi · Francja                                                         | 46:16,8 | John Mikaelsson · Szwecja                                                       | 46:48,2 |
| Chód na 50 km (szczegóły)                 | Giuseppe Dordoni · Włochy                                                   | 4:40:42    | John Ljunggren · Szwecja                                                      | 4:43:25 | Verner Ljunggren · Szwecja                                                      | 4:49:28 |

#### Konkurencje techniczne
| konkurencja                | złoto                           | złoto    | srebro                      | srebro | brąz                             | brąz  |
| -------------------------- | ------------------------------- | -------- | --------------------------- | ------ | -------------------------------- | ----- |
| Skok wzwyż (szczegóły)     | Alan Paterson · Wielka Brytania | 1,96     | Arne Åhman · Szwecja        | 1,93   | Claude Bénard · Francja          | 1,93  |
| Skok o tyczce (szczegóły)  | Ragnar Lundberg · Szwecja       | 4,30 CR  | Valto Olenius · Finlandia   | 4,25   | Jukka Piironen · Finlandia       | 4,25  |
| Skok w dal (szczegóły)     | Torfi Bryngeirsson · Islandia   | 7,32     | Gerard Wessels · Holandia   | 7,22   | Jaroslav Fikejz · Czechosłowacja | 7,20  |
| Trójskok (szczegóły)       | Leonid Szczerbakow · ZSRR       | 15,39 CR | Valdemar Rautio · Finlandia | 14,96  | Ruhi Sarıalp · Turcja            | 14,53 |
| Pchnięcie kulą (szczegóły) | Gunnar Huseby · Islandia        | 16,74 CR | Angiolo Profeti · Włochy    | 15,16  | Oto Grigalka · ZSRR              | 15,14 |
| Rzut dyskiem (szczegóły)   | Adolfo Consolini · Włochy       | 53,75 CR | Giuseppe Tosi · Włochy      | 52,31  | Olli Partanen · Finlandia        | 48,69 |
| Rzut młotem (szczegóły)    | Sverre Strandli · Norwegia      | 55,71    | Teseo Taddia · Włochy       | 54,73  | Jiří Dadák · Czechosłowacja      | 53,64 |
| Rzut oszczepem (szczegóły) | Toivo Hyytiäinen · Finlandia    | 71,26    | Per-Arne Berglund · Szwecja | 70,06  | Ragnar Ericzon · Szwecja         | 69,82 |
| Dziesięciobój (szczegóły)  | Ignace Heinrich · Francja       | 7009 CR  | Örn Clausen · Islandia      | 6997   | Kjell Tånnander · Szwecja        | 6869  |

### Kobiety

#### Konkurencje biegowe
| konkurencja                           | złoto                                                                       | złoto   | srebro                                                                              | srebro | brąz                                                                            | brąz |
| ------------------------------------- | --------------------------------------------------------------------------- | ------- | ----------------------------------------------------------------------------------- | ------ | ------------------------------------------------------------------------------- | ---- |
| Bieg na 100 m (szczegóły)             | Fanny Blankers-Koen · Holandia                                              | 11,7    | Jewgienija Sieczenowa · ZSRR                                                        | 12,3   | June Foulds · Wielka Brytania                                                   | 12,4 |
| Bieg na 200 m (szczegóły)             | Fanny Blankers-Koen · Holandia                                              | 24,0    | Jewgienija Sieczenowa · ZSRR                                                        | 24,8   | Dorothy Hall · Wielka Brytania                                                  | 25,0 |
| Bieg na 80 m przez płotki (szczegóły) | Fanny Blankers-Koen · Holandia                                              | 11,1 CR | Maureen Dyson · Wielka Brytania                                                     | 11,6   | Micheline Ostermeyer · Francja                                                  | 11,7 |
| Sztafeta 4 × 100 m (szczegóły)        | Wielka Brytania · Elspeth Hay · Jean Desforges · Dorothy Hall · June Foulds | 47,4    | Holandia · Xenia Stad-de Jong · Bertha Brouwer · Gré de Jongh · Fanny Blankers-Koen | 47,4   | ZSRR · Elene Gokieli · Sanija Malszyna · Zoja Duchowicz · Jewgienija Sieczenowa | 47,5 |

#### Konkurencje techniczne
| konkurencja                | złoto                            | złoto    | srebro                            | srebro | brąz                             | brąz  |
| -------------------------- | -------------------------------- | -------- | --------------------------------- | ------ | -------------------------------- | ----- |
| Skok wzwyż (szczegóły)     | Sheila Lerwill · Wielka Brytania | 1,63     | Dorothy Tyler · Wielka Brytania   | 1,63   | Galina Ganeker · ZSRR            | 1,63  |
| Skok w dal (szczegóły)     | Walentina Bogdanowa · ZSRR       | 5,82     | Willy Lust · Holandia             | 5,63   | Maire Österdahl · Finlandia      | 5,57  |
| Pchnięcie kulą (szczegóły) | Anna Andriejewa · ZSRR           | 14,32 CR | Kławdija Toczonowa · ZSRR         | 13,92  | Micheline Ostermeyer · Francja   | 13,37 |
| Rzut dyskiem (szczegóły)   | Nina Dumbadze · ZSRR             | 48,03 CR | Rimma Szumska · ZSRR              | 42,25  | Edera Cordiale · Włochy          | 41,57 |
| Rzut oszczepem (szczegóły) | Natalia Smirnicka · ZSRR         | 47,55 CR | Herma Bauma · Austria             | 43,87  | Galina Zybina · ZSRR             | 52,75 |
| Pięciobój (szczegóły)      | Arlette Ben Hamo · Francja       | 3204     | Bertha Crowther · Wielka Brytania | 3048   | Olga Modrachová · Czechosłowacja | 3026  |

## Objaśnienia skrótów
WR – rekord świata
ER – rekord Europy
CR – rekord mistrzostw Europy